# Guerra Fría de la Inteligencia Artificial
La Guerra Fría de la Inteligencia Artificial (Guerra Fría de la IA) es un suceso en el que las tensiones entre Estados Unidos y la República Popular China desembocan en lo denominado por algunos expertos como una "Segunda Guerra Fría" bajo el contexto del área tecnológica de la inteligencia artificial, en lugar de en otras áreas como las capacidades nucleares o la política. El contexto en el que sucede este hecho es en el de la carrera armamentista de la IA, para fines como el desarrollo militar utilizando inteligencias artificiales (IAs) por parte de estos dos países. Una de las principales razones detrás de estas tensiones entre ambas superpotencias radica en la importancia de los semiconductores, ya que son esenciales para impulsar la evolución tecnológica y computacional a las IAs.

## Orígenes del término
El concepto 'Guerra Fría de la IA' fue descrito por primera vez en 2018 en un artículo de la revista Wired por Nicholas Thompson e Ian Bremmer.  En dicho artículo, los autores hacen referencia al aumento de las tensiones a partir de 2017, cuando China publicó su Plan de Desarrollo de la IA, que contenía los objetivos a seguir para convertirse en el líder mundial en IAs a partir del año 2030. Si bien reconocen el uso de la IA por parte del gobierno chino para fortalecer su posición, también advierten sobre el riesgo que supone para Estados Unidos el hecho de adoptar una estrategia similar en un contexto de esta magnitud. Thompson y Bremmer abogan por fomentar la cooperación tecnológica entre Estados Unidos y China para así introducir estándares globales en cuanto a la privacidad y al uso ético de la IA.
Poco después de la publicación de Wired, el ex-Secretario del Tesoro de EE. UU., Hank Paulson, se refirió a la emergencia de una "Cortina Económica de Hierro" entre los EE. UU. y China, reforzando la narrativa de la Guerra Fría de la IA.

## Partidarios de la narrativa de la Guerra Fría de la IA
La revista Politico contribuyó a reforzar la narrativa de la Guerra Fría de la IA. En 2020, mediante diversos artículos se argumentó que debido a las crecientes capacidades en términos tecnológicos de la IA en China, los Estados Unidos y otros países occidentales deberían crear alianzas para protegerse de China.
Por otra parte, el ex-director ejecutivo de Google, Erich Schmidt junto a Graham T. Allison se pronunciaron en un artículo en Project Syndicate argumento que, en el contexto global de la pandemia del COVID-19, las capacidades en algunos aspectos respecto a la IA de China estaban muy avanzadas en comparación a las de Estados Unidos.
Otro punto de conflicto que desarrolla esta narrativa, es el hecho de los recientes temores en torno a la interrupción de las cadenas de suministro de semiconductores y la escasez mundial de ellos, en la cual el papel de Taiwán como máximo productor es fundamental. El 70% de los semiconductores están relacionados con Taiwán, ya sea mediante su producción o comercio, ya que en este país se encuentra TSMC, la mayor productora de semiconductores del mundo. El problema yace en que la República Popular China no reconoce la independencia de este, ya que el Gobierno lo identifica como territorio propio, y las restricciones comerciales impuestas por Estados Unidos a las empresas que venden semiconductores a China ha tenido impacto en las relaciones entre TSMC y empresas chinas como Huawei.

## Restricciones al comercio con China
Tanto el gobierno estadounidense como diversos gobiernos europeos han impulsado la prohibición del desarrollo de la tecnología 5G de Huawei bajo el pretexto de la Guerra Fría de la IA, manifestando que esto desarrollaría en gran medida la "tecnología de la vigilancia masiva en China".
En el año 2019, la administración de Donald Trump consiguió convencer al gobierno holandés para que impidiese a la empresa ASML exportar tecnología a China. ASML produce una tecnología conocida como litografía ultravioleta extrema que utilizan los productores de semiconductores, como Intel o TSMC. Por otra parte, la administración de Joe Biden continúo la política impulsada por Trump y volvió a insistir al gobierno holandés en restringir las ventas de ASML a China, alegando riesgos de seguridad nacional.
Las restricciones al comercio impulsadas por Trump afectaron seriamente a las importaciones de semiconductores por parte de China a los Estados Unidos y elevó la preocupación de la industria americana por la interrupción de las cadenas de producción bajo el contexto de una Guerra Fría de la IA. Por este motivo, las empresas tecnológicas estadounidenses han tratado de impulsar y desarrollar estrategias que mitiguen este riesgo, incluyendo acumular semiconductores y tratar de producirlos a gran escala, mediante planes de financiamiento público por parte del gobierno.

## Iniciativas en materia de política industrial

### Estados Unidos
En junio de 2021, el Senado de los Estados Unidos aprobó la Ley de Innovación y Competencia de los Estados Unidos (USICA) otorgando unos 250.000 millones de dólares en ayuda pública a la industria tecnológica americana. La amenaza china en el área tecnológica llevó a desarrollar un fuerte acuerdo bilateral entre republicanos y demócratas para aprobar la nueva ley, impulsando el mayor acuerdo industrial de los Estados Unidos en décadas. Por otra parte, las autoridades chinas reprocharon a EE. UU. que la ley era un "pensamiento de suma cero en la guerra fría". El proyecto legislativo impulsado por la cámara alta pretende aumentar las capacidades en la industria tecnológica, incluyendo la computación cuántica y la IA para así responder urgentemente a la amenaza china. El senador Chuck Schumer, líder del Senado y uno de los patrocinadores del proyecto ley, alertó de la amenaza de los regímenes autoritarios que quieren "apropiarse con el manto del liderazgo económico mundial y las innovaciones". Ya en 2022 en el proyecto de ley se modificó, pasando a conocerse como "Ley de Chips y Ciencia", con un presupuesto de 280.000 millones de dólares, de los cuales 53.000 millones se destinaron a la industria de los semiconductores. Entre los grandes beneficiados de esta ley se encuentran productores como Intel, TSMC y Micron Technology.

### Ley Europea de Chips
En febrero de 2022, la Unión Europea promulgó la Ley Europea de Chips. El trasfondo de este asunto yace en  el marco de la Refundación de la Unión Europea. En esta iniciativa, se acordó un subsidio de unos 30.000 millones de euros para potenciar la industria de la producción de los semiconductores dentro de la UE. La compañía americana Intel figuró como una de las beneficiarias.

## Deficiencias de la narrativa en la Guerra Fría de la IA
Diversos académicos se han expresado sobre la validez de la narrativa de la Guerra fría de la IA. Denise Garzia se expresó en la revista Nature sobre que esta narrativa únicamente desperdiciaría todos los esfuerzos realizados por EE. UU. para tratar de establecer un estándar global en cuanto a la normativa ética de las IAs. Investigadores han advertido a través del MIT Technology Review de la posible ruptura de la colaboración internacional en el área de las ciencias debido a la amenaza que supone el relato de la Guerra Fría de la IA. Además, esta narrativa implica a muchas más áreas, incluyendo la planificación de las cadenas de suministro y la proliferación de la IA. Por lo tanto, esto podría resultar tremendamente costoso, exacerbando las tensiones ya existentes entre ambos países.Joanna Bryson y Helena Malikova han destacado el posible interés de las grandes tecnológicas en promover esta narrativa, ya que estas presionan para conseguir una regulación más flexible sobre la IA en EE. UU. y la UE. Una evaluación objetiva de las capacidades y posibilidades de la IA en diversos países muestra una realidad más compleja que la mostrada por la narrativa de la Guerra Fría de la IA. El poder tecnológico de China, según describió el Instituto Internacional de Estudios Estratégicos en junio de 2021, ha sido exagerado y que probablemente en cuanto a capacidades se encuentre una década por detrás del estadounidense, sobre todo debido a los persistentes problemas de seguridad que encuentran.

## También
- Partnership on AI
- Semiconductor
- Carrera armamentista de inteligencia artificial